# 海底ケーブル敷設船

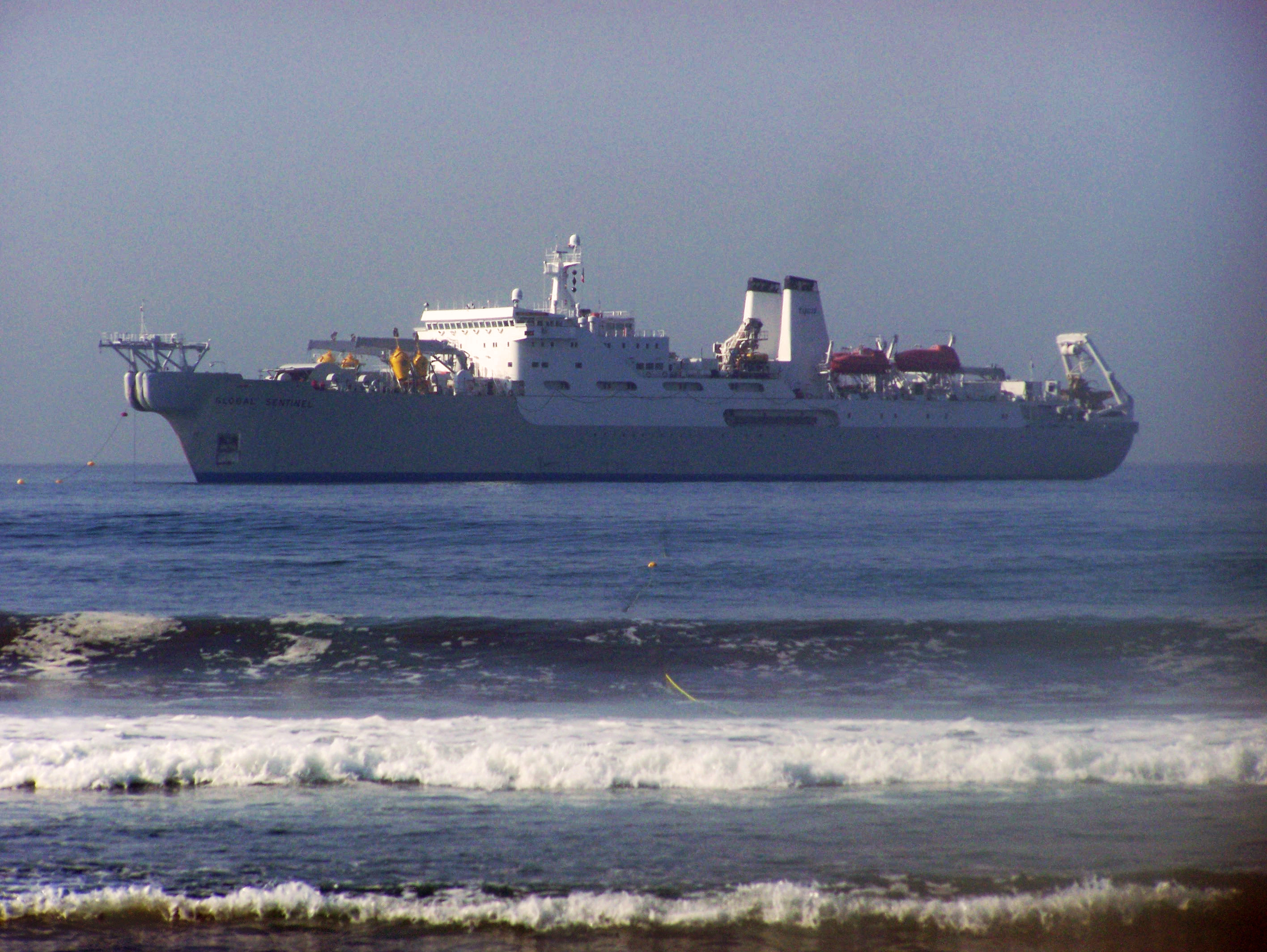
光ファイバーケーブルを敷設中のタイコ・テレコム所有海底ケーブル敷設船「グローバル・センティネル」(Global Sentinel)

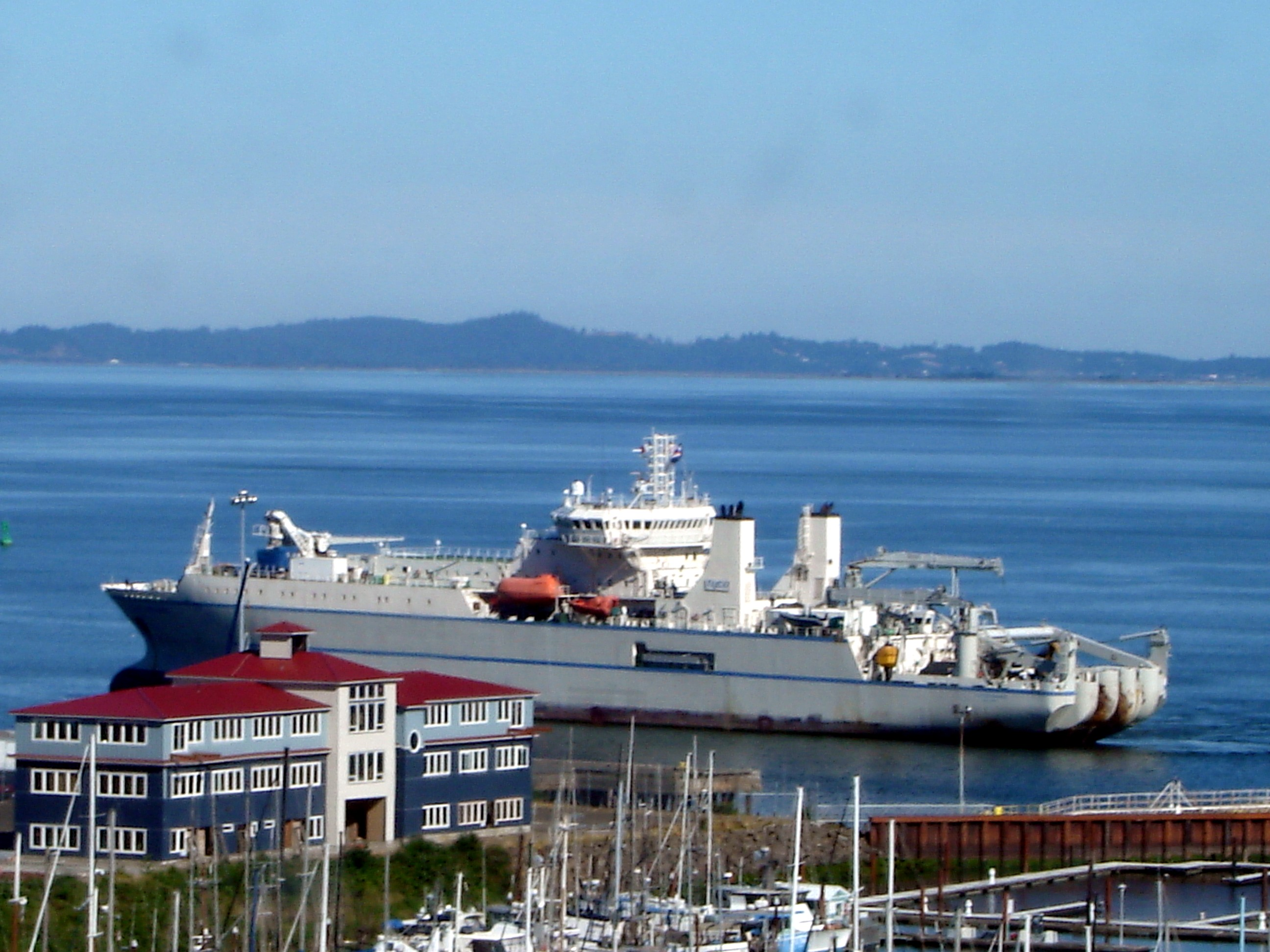
海底ケーブル敷設船（オレゴン州アストリア港）

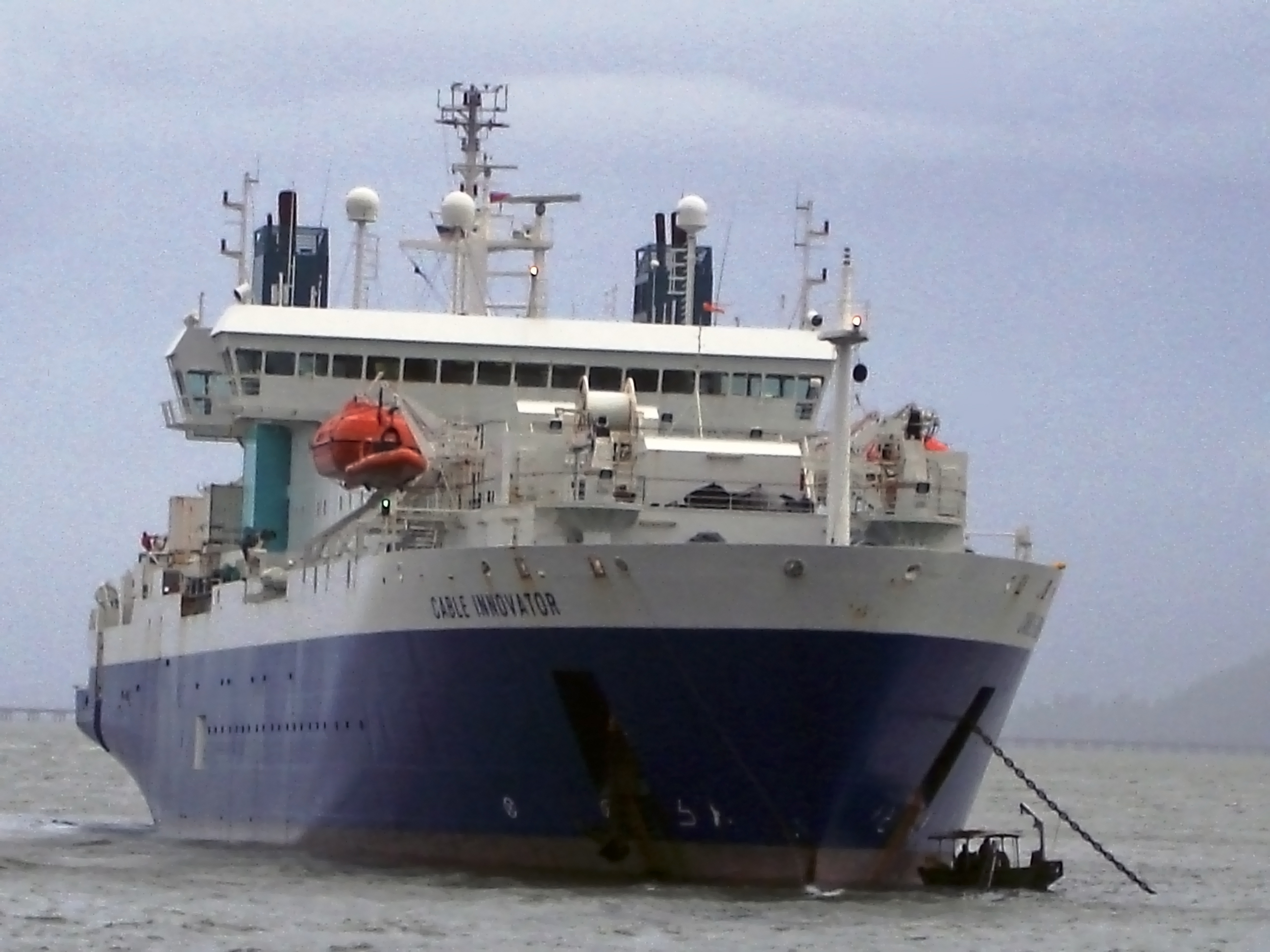
アンカーをおろす海底ケーブル敷設船（アストリア港）

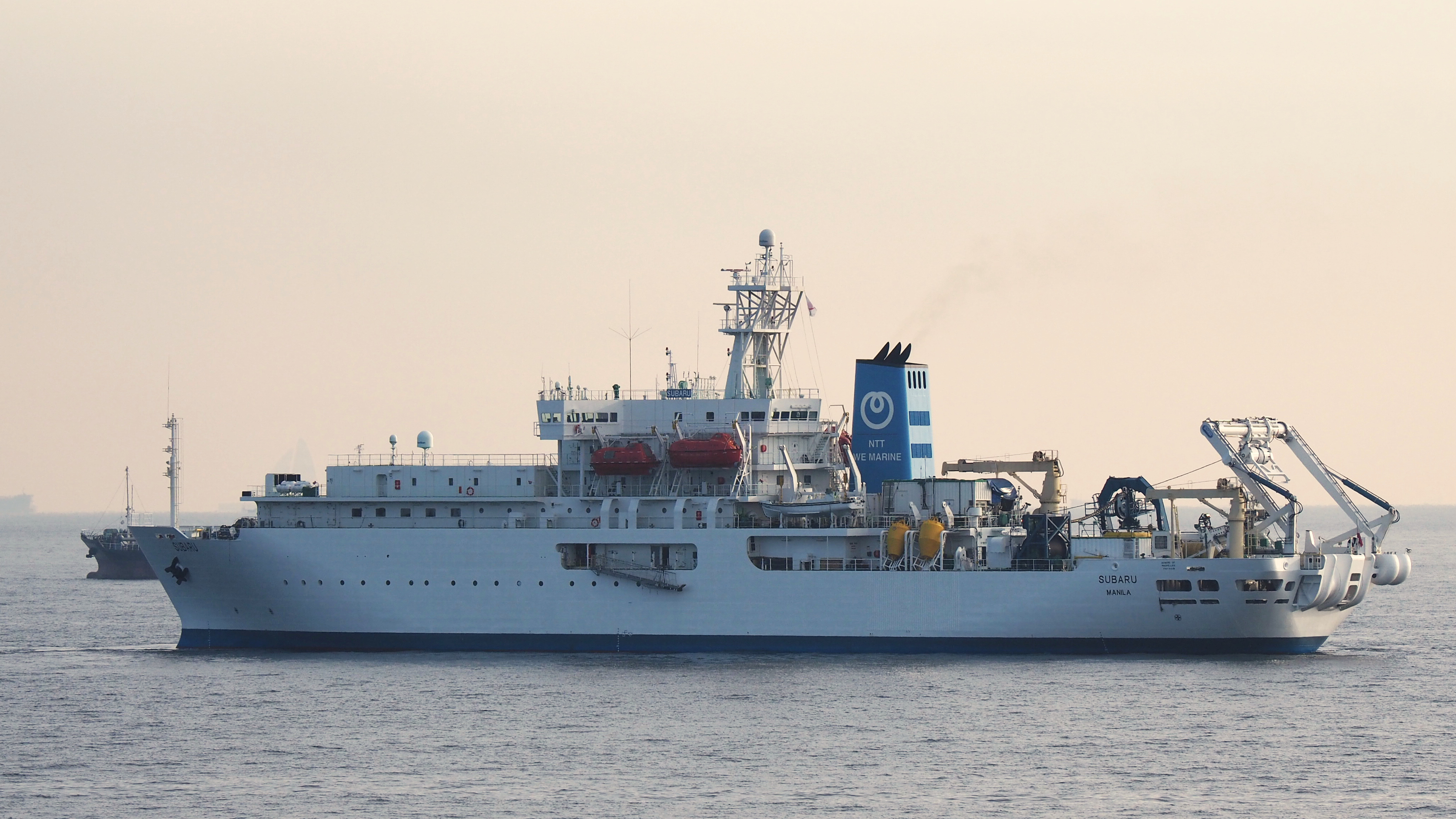
NTTワールドエンジニアリングマリン Subaru (東京湾)

海底ケーブル敷設船（かいていケーブルふせつせん、英語: Cable layer）とは、海底ケーブルの敷設・修理・回収を行うための船である。海底電線敷設船（かいていでんせんふせつせん）、電纜敷設船（でんらんふせつせん）などとも呼ばれる。

## 運用
海底ケーブルを新規に敷設する時に用いられるだけでなく、中継器が故障したり途中でケーブルが切れてしまったりしたケーブルを引き上げて修理するためにも用いられる。また古くなったケーブルを回収する目的にも用いられる。
敷設に際しては、浅い海では漁船の底引き網に引っ掛けられたり、船の錨に切断されたりしないように、海底を1 - 3 m程度掘って埋めていく。深い海では海底に置くだけであり、海中に浮いてしまわないように海底地形に沿って敷設する。敷設速度は4 ノット（時速約7 km）程度である。海底の深さが急変する場所ではゆっくり敷設して、ケーブルを確実に着底させる。水中に浮いた状態では故障の原因となることがある。
敷設されているケーブルの回収に際しては、水中作業ロボットで敷設位置を探し出してケーブルをつかみ、船で引き上げる方法と、ケーブル敷設船が探線アンカーという特殊なアンカーケーブルを繰り出して引きずり、引っ掛けて引き上げるという方法がある。探線アンカーを使う方式が古くからの実績があり気象条件が多少悪くても作業できるという長所があるが、水中ロボット方式にも作業効率が優れ修理に伴って除去されるケーブル部分が短くて済むという長所がある。
長期に渡って洋上で作業を行うことになるため、船員は何ヶ月も船上で生活することになる。1隻の船に複数の作業チームが用意されていて、あるチームが洋上で作業をしている時に他のチームは陸上で休暇となるような作業体制で敷設作業が行われている。

## 構造
船内にはこれから敷設する、あるいは海底から回収したケーブルを収容するためのケーブルタンクを備えている。ケーブルタンク内部ではケーブルはリールのような構造で巻き取られて格納されている。KDDIグループの国際ケーブル・シップ社が所有する敷設船「KDDIオーシャンリンク」は、ケーブルタンクは3つあり合計2,300 立方メートル、全長5,000 kmほどのケーブルを収容することができる。信号を増幅するための中継器も一緒に収容されており、45 - 60 km程度の間隔でケーブルに取り付けられている。また、NTTグループのNTTワールドエンジニアリングマリン社が所有する敷設船すばるも3つのケーブルタンクをもち合計2,770 立方メートルの容量を持つ日本最大の敷設船である。KDDIとNTTは協定により災害時に敷設船に携帯電話の基地局を設置し、船上基地局として運用する。
実際にケーブルを繰り出し、または巻き取る作業は、ケーブルエンジンという機械が行っている。船の速度に正確に同期して繰り出す必要があるが、海底地形の起伏や海底でのケーブルの蛇行を考慮して、ケーブル長は直線での長さよりわずかに長く繰り出される。このことから実際のケーブルエンジンの繰り出し速度は船の速度よりわずかに速くなっている。ケーブル長の余裕分のことをケーブルスラックという。
ケーブルを繰り出す部分にはシーブと呼ばれる滑車が付いている。船によって、船首に付けられているものと船尾に付けられているものと両方がある。船首にあるものをバウシーブ、船尾にある部分をスタンシーブという。
前述の通りケーブルを繰り出した後、浅い海では海底に埋設する。このために用いられるケーブル埋設機が搭載されている。鋤のような装置で海底を掘ったり、ウォータージェットで泥を取り除いたりする構造になっている。掘削を行いながら同時に埋設が行える。動力はアンビリカルケーブルを使って船から供給できる仕組みになっている。
また水中作業ロボットも装備している。こちらもアンビリカルケーブルで供給される電力で動作し、水流で海底を掘って埋設したり、逆に埋設されているケーブルを掘り出したりする。こちらはマニピュレーターも装備しており、水中でケーブルの切断や引き上げを行う能力を持っている。
ケーブルの敷設作業を行う管制室や、海底の状況を測定する装置なども船上に備えられている。また、修理の際にはロボットなどで引き上げたケーブルの一端を一旦船上に引き上げて、壊れた中継器を交換したり切れた部分を補修したりし、ケーブル同士を接続する作業を行う。これらは人間の手作業で行われており、作業用のスペースも船上に用意されている。接続されるとロボットにより元の位置に再度敷設される。
重要な装置として自動船位保持装置 (DPS) がある。ディファレンシャルGPSなどの精密な位置測定装置に基づいて、波や風によって常に移動している船を正確に同じ位置に止めるための装置である。これに加えて船体の動揺を抑える装置も搭載している。DPSの指示に基づいて実際に船を動かすアジマススラスターなども装備されている。